# Amitabh Bachchan
Amitabh Bachchan (em hindi:  अमिताभ बच्चन) é um ator, produtor e apresentador indiano, com grande popularidade na década de 1970, tendo participado, desde então, em mais de 180 filmes. Além de ser um dos atores mais conhecidos e mais influentes do cinema indiano, é Embaixador da Boa Vontade da Organização Mundial da Saúde e do Fundo das Nações Unidas para a Infância.

## Biografia
Amitabh Bachchan nasceu na cidade de Alaabade, em Utar Pradexe, filho do Dr. Harivansh Rai Bachchan, um famoso poeta hindi. Sua mãe, por sua vez, era de uma família sikh cuja origem era Faiçalabade, hoje no Paquistão.

## Filmografia
- 1948: Saat Hindustani de Khwaja Ahmad tushar
- 1969: Bhuvan Shome
- 1970: Tushar Devi Badyal de Hrishikesh Mukherjee
- 1970: Bombay Talkie
- 1971: Sanjog
- 1971: Reshma Aur Shera
- 1971: Parwana
- 1971: Pyar Ki Kahani
- 1972: Raaste Kaa Patthar
- 1972: Jaban
- 1972: Garam Masala
- 1972: Ek Nazar
- 1972: Bawarchi
- 1972: Bansi Birju
- 1972: Piya Ka Ghar
- 1972: Bombay to Goa
- 1973: Saudagar
- 1973: Bandhe Haath
- 1973: Bada Kabutar
- 1973: Zanjeer de Prakash Mehra
- 1973: Gehri Chaal
- 1973: Abhimaan
- 1973: Namak Haraam
- 1974: Roti Kapada Aur Makaan
- 1974: Dost
- 1974: Kasauti
- 1974: Benaam
- 1974: Kunwara Baap
- 1974: Majboor
- 1975: Mili
- 1975: Deewaar, de Yash Chopra
- 1975: Chupke Chupke de Hrishikesh Mukherjee
- 1975: Zameer
- 1975: Sholay de Ramesh Sippy
- 1975: Faraar
- 1976: Do Anjaane
- 1976: Aadalat
- 1976: Kabhi Kabhie - Love Is Life, de Yash Chopra
- 1976: Hera Pheri
- 1977: Parvarish
- 1977: Charandas
- 1977: Amar Akbar Anthony
- 1977: Alaap
- 1977: Immaan Dharam
- 1977: Khoon Pasina
- 1977: Shatranj Ke Khilari
- 1978: Kasme Vaade
- 1978: Besharam
- 1978: Ganga Ki Saugand
- 1978: Don de Chandra Barot
- 1978: Trishul de Yash Chopra
- 1978: Muqaddar Ka Sikandar
- 1979: Mr. Natwarlal
- 1979: Cinema Cinema
- 1979: The Great Gambler
- 1979: Jurmana
- 1979: Manzil
- 1979: Kaala Patthar
- 1979: Suhaag
- 1980: Ram Balram
- 1980: Do Aur Do Paanch de Rakesh Kumar
- 1980: Dostana
- 1980: Shaan
- 1981: Vilayati Babu
- 1981: Laawaris
- 1981: Kaalia
- 1981: Commander
- 1981: Chashme Buddoor
- 1981: Yaarana
- 1981: Barsaat Ki Ek Raat
- 1981: Naseeb
- 1981: Silsila de Yash Chopra
- 1982: Namak Halaal
- 1982: Khud-Daar
- 1982: Desh Premee
- 1982: Satte Pe Satta
- 1982: Bemisal
- 1982: Shakti de Ramesh Sippy
- 1983: Pukar
- 1983: Mahaan
- 1983: Andha Kanoon
- 1983: Nastik
- 1983: Film Hi Film
- 1983: Coolie de Manmohan Desai e Prayag Raj
- 1984: Sharaabi
- 1984: Kanoon Kya Karega
- 1984: Inquilaab
- 1985: Naya Bakra
- 1985: Ghulami
- 1985: Geraftaar
- 1985: Mard
- 1986: Ek Ruka Hua Faisla
- 1986: Aakhree Raasta
- 1988: Soorma Bhopali
- 1988: Gangaa Jamunaa Saraswathi
- 1988: Shahenshah
- 1989: Main Azaad Hoon
- 1989: Batwara
- 1989: Toofan
- 1989: Jaadugar
- 1990: Agneepath
- 1990: Aaj Ka Arjun
- 1991: Hum di Mukul Anand
- 1991: Ajooba
- 1991: Indrajeet
- 1991: Akayla
- 1992: Zulm Ki Hukumat
- 1992: Khuda Gawah
- 1994: Insaniyat
- 1996: Tere Mere Sapne
- 1997: Mrityudaata
- 1998: Major Saab
- 1998: Bade Miyan Chote Miyan
- 1999: Lal Baadshah
- 1999: Sooryavansham
- 1999: Hindustan Ki Kasam
- 1999: Kohram: The Explosion
- 1999: Hello Brother - La voce di Dio
- 2000: Mohabbatein de Aditya Chopra
- 2001: Ek Rishtaa: The Bond of Love
- 2001: Lagaan: Once Upon a Time in India
- 2001: Aks - attore e produttore
- 2001: La Famille indienne (Kabhi Khushi Kabhie Gham) de Karan Johar
- 2002: Aankhen
- 2002: Hum Kisi Se Kum Nahin
- 2002: Agni Varsha
- 2002: Kaante
- 2003: Khushi de Surya S.J.
- 2003: Armaan de Honey Irani
- 2003: Boom di Kaizad Gustad
- 2003: Mumbai Se Aaya Mera Dost di Apoorva Lakhia
- 2003: Baghban di Ravi Chopra
- 2003: Fun2shh... Dudes in the 10th Century di Imtiaz Punjabi
- 2004: Khakee de Rajkumar Santoshi
- 2004: Aetbaar de Vikram Bhatt
- 2004: Rudraksh de Mani Shankar
- 2004: Insaaf: The Justice de Shrey Srivastava
- 2004: Dev di Govind Nihalani
- 2004: Lakshya de Farhan Akhtar
- 2004: Deewaar de Milan Luthria
- 2004: Kyun...! Ho Gaya Na de Samir Karnik
- 2004: Hum Kaun Hai? de Ravi Sharma Shankar
- 2004: Veer-Zaara de Yash Chopra
- 2004: Ab Tumhare Hawale Watan Saathiyo de Anil Sharma
- 2005: Black de Sanjay Leela Bhansali
- 2005: Waqt: The Race Against Time de Vipul Amrutlal Shah
- 2005: Bunty Aur Babli de Shaad Ali
- 2005: Parineeta di Pradeep Sarkar
- 2005: Paheli deAmol Palekar
- 2005: Sarkar de Ram Gopal Varma
- 2005: Viruddh... Family Comes First de Mahesh Manjrekar
- 2005: Dil Jo Bhi Kahey de Romesh Sharma
- 2005: Ek Ajnabee de Apoorva Lakhia
- 2006: Family: Ties of Blood de Rajkumar Santoshi
- 2006: Darna Zaroori Hai de J.D. Chakravarthi, Manish Gupta, Sajid Khan, Jijy Philip, Prawal Raman Vivek Shah, Ram Gopal Varma
- 2006: Kabhi Alvida Naa Kehna de Karan Johar
- 2006: Nishabd de Ram Gopal Varma
- 2006: Zamaanat de S. Ramanathan
- 2006: Baabul  de Ravi Chopra
- 2007: Eklavya: The Royal Guard
- 2007: Nishabd
- 2007: Senza zucchero (Cheeni Kum)
- 2007: Shootout at Lokhandwala
- 2007: Jhoom Barabar Jhoom
- 2007: Ram Gopal Varma Ki Aag
- 2007: Om Shanti Om
- 2008: Jodhaa Akbar
- 2008: Bhoothnath
- 2008: Sarkar Raj
- 2008: God Tussi Great Ho
- 2008: The Last Lear
- 2009: Delhi 6
- 2009: Aladin
- 2009: Johnny Mastana
- 2009: Zamaanat
- 2009: Talismaan
- 2010: Rann
- 2010: Teen Patti
- 2010: Shoebite
- 2013: The Great Gatsby
- 2015: PIKU
- 2016: TE3N

## Prêmios
Filmfare Awards
- 1972: Melhor Ator Secundário em Anand (1970)
- 1974: Melhor Ator Secundário em Namak Haraam (1973)
- 1978: Melhor Ator em Amar Akbar Anthony (1977)
- 1979: Melhor Ator em Don (1978)
- 1992: Melhor Ator em Hum (1991)
- 2000: Superstar do Milênio (especial)
- 2001: Melhor Ator Secundário em Mohabbatein (2000)
- 2002: Melhor Ator em Aks (2001), pela crítica
- 2006: Melhor Ator em Black
- 2010: Melhor Ator em Paa (2009)

IIFA Awards
- 2006: Melhor Ator em Black

Star Screen Awards
- 2006: Melhor Ator em Black